# 重量物打ち上げロケット
重量物打ち上げロケット（じゅうりょうぶつうちあげロケット、英語: Heavy-lift launch vehicle, HLV/HLLV）は大重量の貨物を輸送するロケットである。「大型ロケット」（Heavy-Launch Vehicle）と呼ぶ事もある。
厳密な定義は存在しないが、一般には複数の静止衛星を同時に搭載したり、スペースシャトルと同等以上（20トン以上）の低軌道への運搬能力を持つものがこのように呼ばれる。HLVの重量定義は存在しないため、その時代に開発が進められている大型の打ち上げロケットの能力を目安にして、HLVの対象機も推移して行く。
HLVの例：
- アリアン5 ES (低軌道 (LEO) への打上能力20トン) (退役)
- デルタIVヘビー (22トン/LEO)
- アトラスV HLV (29トン/LEO)
- アンガラA7V (40トン/LEO)
- 長征5号 (25トン/LEO)
- ファルコンヘビー (53トン/LEO)
- N-1 (約90トン/LEO): 旧ソ連が打上げに失敗した月計画用ロケット
- スペース・ローンチ・システム (95トン/LEO)
- エネルギア (約100トン/LEO) (退役)、派生型のヴァルカンロケット (175トン/LEO)（構想検討のみ）
- サターンV (約120トン/LEO) (退役)

2014年にはロシアも世界最大のロケットの開発に乗り出す動きがあり、将来の有人月・火星ミッションに備えて、初期段階で低軌道へ80トン、能力向上型で160トンの打ち上げ能力を目指す模様で、構想案の中にはエネルギアロケット (あるいはその派生型) の復活案も含まれている。また中国も独自の有人月ミッションに備えて、重量物打上げロケットである長征9号 (130トン/LEO) の開発を検討している。